# Episodi di Non siamo più vivi
La prima stagione della serie Non siamo più vivi, composta da dodici episodi, è stata pubblicata su Netflix il 28 gennaio 2022.
| n° | Titolo      | Pubblicazione   |
| -- | ----------- | --------------- |
| 1  | Episodio 1  | 28 gennaio 2022 |
| 2  | Episodio 2  | 28 gennaio 2022 |
| 3  | Episodio 3  | 28 gennaio 2022 |
| 4  | Episodio 4  | 28 gennaio 2022 |
| 5  | Episodio 5  | 28 gennaio 2022 |
| 6  | Episodio 6  | 28 gennaio 2022 |
| 7  | Episodio 7  | 28 gennaio 2022 |
| 8  | Episodio 8  | 28 gennaio 2022 |
| 9  | Episodio 9  | 28 gennaio 2022 |
| 10 | Episodio 10 | 28 gennaio 2022 |
| 11 | Episodio 11 | 28 gennaio 2022 |
| 12 | Episodio 12 | 28 gennaio 2022 |

## Episodio 1
In una notte piovosa, sul tetto di un edificio, un gruppo di bulli del liceo di Hyosan, guidati dal sadico Son Myeong-hwan, aggredisce il compagno Lee Jin-su in quanto poco tempo prima ha tentato di suicidarsi lasciando una lettera in cui spiegava il gesto incolpando il bullismo nei suoi confronti. Jin-su cerca improvvisamente di reagire al pestaggio ma viene fatto cadere dal tetto; ricoverato in ospedale, viene raggiunto dal padre Lee Byeong-chan, insegnante del liceo di Hyosan, che decide di prendere provvedimenti. Tempo dopo, nella scuola dove insegna il professore, la studentessa Hyun-joo viene morsa da un criceto dagli strani comportamenti che trova nel laboratorio di scienze. Byeong-chan la scopre e sequestra la ragazza, in quanto è stata contagiata da un virus da lui creato che aveva testato sull'animale. Hyun-joo si libera e viene soccorsa dal personale scolastico che la manda in ospedale; l'alunna riesce però a mordere l'infermiera della scuola e successivamente diventa uno zombie. L'infermiera muta a sua volta ed inizia ad attaccare gli studenti.

## Episodio 2
Le persone zombificate entrano nella mensa scolastica e continuano a propagare l'epidemia tra gli studenti. Gli amici d'infanzia Nam On-jo e Lee Cheong-san riescono a scappare, riparandosi nella loro classe 2-5 con alcuni compagni sopravvissuti. Il gruppo viene raggiunto dal signor Kang, un insegnante, il quale però è stato morso, pertanto si trasforma in aula ed attacca gli studenti, riuscendo ad infettarne una e costringendo gli altri a fuggire fino a nascondersi in un laboratorio. I-sak, la migliore amica di On-jo, viene a sua volta contagiata, pertanto i compagni devono buttarla dalla finestra per impedirle di aggredirli. Nel frattempo Gwi-nam riesce a nascondersi nelle cucine; la squadra di tiro con l'arco della scuola rientra nel liceo e scopre quanto è accaduto, mentre due ragazzi dell'ultimo anno, Yoo Jun-seong e Park Mi-jin, trovano rifugio in un bagno e sono costretti ad uccidere una loro compagna infetta. Hyun-joo, all'ospedale, diffonde l'epidemia che si propaga in tutta Hyosan.

## Episodio 3
Gli studenti della 2-5 si calano dalla finestra e raggiungono la signora Park, una loro insegnante. Insieme cercano di escogitare un piano, ma devono respingere uno zombie e Gyeong-su, migliore amico di Cheong-san, riporta un graffio al polso. Na-yeon, studentessa snob ed arrogante, ritiene che sia stato infettato e chiede insistentemente di cacciarlo nonostante l'opposizione dei compagni. Per precauzione il ragazzo si chiude in una stanza per un'ora ma Na-yeon, che lo disprezza in quanto è di ceto inferiore e faticando a sopportare l'ostilità del gruppo nei suoi confronti, strofina un fazzoletto intriso del sangue di uno zombie sulla ferita di Gyeong-su fingendo di aiutarlo, portandolo a trasformarsi. Quando gli studenti scoprono l'azione della ragazza si rivoltano contro di lei accusandola di essere un'assassina, pertanto Na-yeon decide di uscire dalla stanza esponendosi appositamente agli zombie, venendo seguita dalla signora Park che cerca di metterla al sicuro. Ha-ri e Jung Min-jae, unici membri sopravvissuti del club di tiro con l'arco, si nascondono nel bagno dove si trovano anche Mi-jin e Jun-seong. Il governo impone la legge marziale, evacuando i cittadini sopravvissuti di Hyosan e bloccando la città mentre chiama l'esercito ad intervenire. La madre di Cheong-san cerca comunque di dirigersi alla scuola per cercare il figlio ed allo stesso tempo Nam So-ju, il padre pompiere di On-jo, si occupa di mettere al sicuro la membra dell'Assemblea di Hyosan Park Eun-hee ed i suoi associati, nonostante desideri raggiungere la figlia.

## Episodio 4
Il detective della polizia Song Jae-ik arresta Lee Byeong-chan per la creazione del virus; quest'ultimo spiega che suo figlio Jin-su era vittima di grave bullismo a scuola, ma gli insegnanti del liceo non presero provvedimenti in quanto minimizzavano le violenze, anche dopo il tentato suicidio del ragazzo. Byeong-chan volle quindi creare una sostanza che rafforzasse Jin-su per permettergli di reagire alle prepotenze, invece trasformò il figlio e la moglie in zombie. Il professore spiega a Jae-ik che il suo computer a scuola contiene tutte le informazioni relative al virus, successivamente viene contagiato a sua volta quando un'orda di infetti fa irruzione nella stazione di polizia mentre Jae-ik riesce a scappare con un giovane collega, Jeon Ho-chul. Nel frattempo gli studenti decidono di trovare un cellulare funzionante dalla segreteria per chiedere aiuto. Cheong-san si dirige lì con Lee Su-hyeok, un ex bullo molto bravo a combattere, ma i due vengono separati dagli infetti e solo Su-hyeok torna dai compagni con un telefono. Cheong-san si nasconde nell'ufficio del preside ed incontra Gwi-nam, il quale è impazzito e, in preda ai deliri d'onnipotenza, sgozza il preside ed insegue Cheong-san, colpevole di aver filmato tutto con un telefono. So-ju riesce nel frattempo ad evacuare i sopravvissuti tra cui la membra dell'Assemblea.

## Episodio 5
Gwi-nam e Cheong-san hanno uno scontro in biblioteca; Cheong-san acceca l'avversario all'occhio sinistro per difendersi e lo lascia in balia degli infetti. I ragazzi recuperano un drone, lo usano per rintracciare Cheong-san e verificare la situazione fuori dalla scuola; restano affranti nello scoprire che gli zombie hanno preso il controllo della città. I superstiti del bagno si dirigono nel centro di addestramento di tiro con l'arco per chiamare qualcuno con un telefono di emergenza. Jae-ik e Ho-chul cercano di andare al liceo ma sono costretti a nascondersi nel ristorante di pollo fritto della madre di Cheong-san dove si imbattono in una studentessa della scuola di nome Park Hee, la quale è stata infettata poco dopo aver partorito e si è legata per tenere al sicuro il neonato. Jae-ik si prende cura di lui nonostante le obiezioni del compagno; intanto So-ju e gli altri vengono scortati in una zona militare dove i sopravvissuti evacuati sono messi in quarantena.

## Episodio 6
Gli studenti informano Cheong-san che stanno venendo a prenderlo tramite il sistema di trasmissione scolastico, distraendo gli infetti con musica trasmessa dagli altoparlanti. Gwi-nam è in qualche modo sopravvissuto all'attacco zombie senza essere trasformato ed è ossessionato dall'idea di vendicarsi di Cheong-san. Incontra casualmente Su-hyeok e, dopo averlo salvato da un infetto, lo aggredisce per estorcergli l'ubicazione di Cheong-san. La rappresentante di classe Choi Nam-ra cerca di aiutare il compagno e viene morsa da Gwi-nam, contraendo il virus a sua volta prima di riuscire a gettarlo fuori dalla finestra. Come Gwi-nam, Nam-ra viene infettata ma non mostra alcun sintomo: nasce quindi una discussione tra gli studenti se Nam-ra rischi di trasformarsi o meno. La ragazza comincia a mutare in quanto l'occhio sinistro le cambia colore e per un breve momento viene tentata di mordere Su-hyeok, riuscendo a fermarsi in tempo. Gli studenti usano una telecamera per registrare dei messaggi nel caso dovessero morire; a loro insaputa, Na-yeon è sopravvissuta e si è nascosta in una stanza piena di scorte di cibo e acqua per sfuggire agli zombie e, pur sapendo che sono lì vicino, non li invita ad entrare. I sopravvissuti del bagno raggiungono la base di tiro con l'arco ma Jun-seong resta ferito quando si pugnala accidentalmente con un bastone rotto. Jae-ik e Ho-chul recuperano una bambina non infetta per le strade e la prendono con loro, So-ju viola la quarantena per tornare a Hyosan e trovare sua figlia.

## Episodio 7
Su-hyeok e Nam-ra si baciano dopo essersi confessati i reciproci sentimenti; la ragazza inizia a mostrare ulteriori sintomi da "mezza zombie", ovvero uno sviluppo dell'udito, vista ed olfatto, mentre On-jo ipotizza che Nam-ra potrebbe essere immune al virus. Gli studenti producono musica ad alto volume per attirare gli infetti nella stanza in cui si trovano, così da scappare sul tetto. Il gruppo trova però la porta chiusa: a loro insaputa sul tetto si trova lo studente Kim Cheul-soo, emarginato e vittima del bullismo di Gwi-nam, il quale decide di non aprire loro visto il rancore che cova contro l'intera scuola per come lo hanno sempre trattato. So-ju continua il suo viaggio verso il liceo, mentre Jae-ik viene abbandonato da Ho-chul mentre cerca di aiutare un sopravvissuto rimasto su un tetto (uno youtuber entrato a Hyosan per ottenere visualizzazioni riprendendo gli zombie). Gwi-nam raggiunge il gruppo di studenti bloccati sulle scale per perseguire la sua vendetta.

## Episodio 8
Nam-ra riesce a sconfiggere Gwi-nam grazie alla sua forza sovrumana sviluppata con il virus. Un elicottero militare soccorre Cheul-soo presumendo che sia l'unico sopravvissuto della scuola e se ne va senza accorgersi degli altri ragazzi. Gli studenti riescono a salire sul tetto e mettono un segnale di SOS sperando di farsi notare. Ho-chul torna indietro a salvare Jae-ik e lo youtuber, successivamente il gruppo si imbatte in Min Eun-ji, una studentessa del liceo di Hyosan emarginata e vittima di bullismo che a loro insaputa è diventata una mezza zombie. I militari arrivano e prelevano il gruppo, portandoli al campo di quarantena. I sopravvissuti del bagno e quelli del tetto cominciano a stringere dei rapporti più intimi, aprendosi gli uni con gli altri. Si scopre che la professoressa Park si è sacrificata per permettere a Na-yeon di salvarsi; la ragazza, tormentata dai sensi di colpa per la morte dell'insegnante e di Gyeong-su, decide di raggiungere i sopravvissuti sul tetto con del cibo per fare ammenda, ma si imbatte in Gwi-nam che la uccide.

## Episodio 9
Gwi-nam sale sul tetto per uccidere Cheong-san, ma Nam-ra riesce a buttarlo nuovamente di sotto. Un gruppo di militari arriva in elicottero per recuperare il computer di Byeong-chan dopo essere stati informati da Jae-ik e si prepara a portare in salvo i ragazzi. Tuttavia al contempo, nella zona di quarantena, Eun-ji perde improvvisamente il controllo ed attacca Cheul-soo. Gli scienziati concludono che la ragazza sia asintomatica, pertanto viene dato l'ordine di abbandonare i superstiti del liceo di Hyosan perché non si può sapere se siano o meno portatori del virus. Al campo militare, la deputata Park viene interrogata sul suo ruolo nella fuga di So-ju e lei si assume la piena responsabilità dichiarandosi dalla parte dei cittadini per ottenere consensi dal popolo. Con lo scoppio di un temporale, gli studenti sopravvissuti si accorgono che la pioggia ed i tuoni disorientano gli zombie, pertanto decidono di approfittarne per fuggire sulla montagna. Mentre attraversano il parcheggio, Cheong-san rimane scioccato nello scoprire che sua madre è stata infettata.

## Episodio 10
Il gruppo di sopravvissuti della 2-5 e del bagno si incontrano quando cercano riparo nell'auditorium, venendo costretti a chiudersi nella stanza delle attrezzature sportive per sfuggire agli zombie. I ragazzi usano le attrezzature per fare una barricata con cui farsi largo nella palestra sfuggendo agli zombie e, una volta fuori, trovano il padre di On-jo. Nel frattempo, i militari e gli scienziati esaminano le registrazioni di Byeong-chan sul suo portatile e apprendono che non esiste cura al virus, in quanto gli infetti sono praticamente morti che camminano: l'unico modo per fermare l'epidemia è uccidere i corpi ospiti. Rendendosi conto che l'epidemia potrebbe mettere in pericolo l'intera Corea del Sud se qualche infetto dovesse uscire da Hyosan, viene presa la decisione di bombardare la città pur con la consapevolezza che ciò provocherebbe la morte dei civili sopravvissuti.

## Episodio 11
So-ju e i ragazzi proseguono la fuga passando attraverso il campo da tennis della scuola, ma vengono ostacolati da un'altra orda di zombie. So-ju viene morso, quindi si sacrifica per permettere agli studenti di scappare. Il gruppo raggiunge un cantiere abbandonato e si nasconde su un balcone incompiuto. Nam-ra avverte l'impulso sempre più incontrollato di aggredire gli altri, ma viene rassicurata da Su-hyeok. Min-jae, che si è separato dagli altri durante il temporale, viene raggiunto da Gwi-nam che lo tortura e abbandona morente per scoprire l'ubicazione di Cheong-san. I militari scoprono che gli zombie sono attratti dal suono e decidono di usare dei droni per attirare tutti gli zombie a Hyosan nei quattro punti selezionati per il bombardamento. Nam-ra avverte con il suo udito sviluppato quali sono le intenzioni dell'esercito, ma in quel momento si presenta Gwi-nam che aggredisce Cheong-san e lo morde. Approfittando della distrazione causata dai droni, Cheong-san saluta On-jo e crea un diversivo per gli zombie e Gwi-nam così da permettere agli altri di scappare dal cantiere. I missili vengono lanciati, distruggendo la scuola e tutti gli zombi; anche Cheong-san e Gwi-nam muoiono nell'esplosione. Il comandante militare, per i sensi di colpa di aver dato l'ordine del bombardamento, si suicida.

## Episodio 12
I sopravvissuti della scuola raggiungono un quartiere abbandonato dove devono scampare a un attacco zombie. Nam-ra è sempre più vicina a perdere il controllo, pertanto si allontana dal gruppo per non attaccare gli amici e questi ultimi incontrano dei militari che li portano alla base di quarantena. Dopo tre mesi, il governo pone fine alla legge marziale a Hyosan pur continuando a tenere in quarantena i cittadini per misure precauzionali. I sei studenti superstiti (Su-hyeok, On-jo, Ha-ri, Mi-jin, Dae-su e Hyo-ryung) escono di nascosto dal campo e tornano a scuola nella speranza di rivedere Nam-ra, avendo notato un falò acceso sul tetto. Nam-ra appare in buona forma e si ricongiunge con gli amici, spiegando loro che ci sono altri sopravvissuti mezzi zombie come lei e afferma che deve risolvere alcune questioni prima di tornare da loro.